# 垣内淡斎
垣内 淡斎（かきうち たんさい）は江戸時代の紀州の豪商。栖原垣内家新家を継ぎ、江戸新和泉町に砂糖問屋河内屋孫左衛門店を興した。

## 事跡
明和3年（1766年）本家第8代垣内義同の次男（三男）として生まれた。幼名は孫三郎。義同は垣内恂斎の養子に入っていたが、本家に戻り、代わりに淡斎が恂斎の跡を継いだ。幼くして兄垣内忠質と江戸に出て茅場町本店に勤務し、干鰯を商った。
鰯の不漁が続き、安房国中不入浦支店の業績が悪化すると、漁業の将来性を見限り、芝居小屋・芸妓屋・博徒・職人の集まる新和泉町で砂糖・薬を販売することを提案し、天明2年（1782年）3月25日博施堂河内屋孫左衛門店が開店されると、これを監督した。㊂の家紋を用いたことから、丸三とも呼ばれた。開業資金は本店から資金を借用し、利子を支払った。天明5年（1785年）火事に類焼し、本店から援助を受けた。
創業時には江戸の砂糖市場は未発達で、同年頃組織された江戸砂糖問屋仲間も一時衰退したが、大坂の砂糖商射庭半兵衛と提携して流通ルートを確保し、奉公人服部吉兵衛に財務を任せて業績を拡大し、寛政7年（1795年）江戸砂糖問屋仲間が再興される頃には戻り銀高で仲間中の筆頭に位置している。
寛政6年（1794年）本店・支店・南家で歩方制を定め、共同で積立金を運用した。同年薬種問屋免許を出願し、却下されるも、文化元年（1804年）再出願して大伝馬町組に加入し、また絵具染草問屋の株も保有した。文化5年（1808年）と文化10年（1813年）火事に類焼した。
文化11年（1814年）支配人等に経営を分担させて栖原に帰郷し、譲り金制度の下で定期的に利益を分配した。文政5年（1822年）7月3日病没し、補陀洛山施無畏寺に葬られ、垣内己山・朝川善庵撰・大窪詩仏書の墓碑が建立された。

## 人物
体は大きく、頬が豊かで、耳も大きかった。書道・俳諧を好み、隠宅の周りに竹・柏を植えて緑雨精舎と号し、大典顕常・朝川善庵・大窪詩仏と交流した。

## 家族
天文21年（1552年）垣内武行が興した栖原垣内家の一族。享保4年（1719年）本家第6代垣内繁福が江戸茅場町に干鰯問屋栖原屋三九郎店を開いた。
- 父：垣内義同（繁安）
- 養父：垣内恂斎（敦義）
- 妻：孝 – 有田郡滝川原村旧家、宮原次兵衛娘[2]。安永4年（1775年）生。剃髪して孝寿と号した。安政2年（1855年）11月6日死去し、施無畏寺に葬られた[13]。
  - 長男：垣内玄蔵（広敬）
  - 娘：鶴 - 垣内白沙（八郎兵衛、貞）妻[11]。
  - 次男：菊池海荘（保定）
  - 三男：垣内惟聡（烱遠）